# Trikotna teorija ljubezni
Trikotna teorija ljubezni je teorija ljubezenskih odnosov, ki jo je razvil psiholog Robert Sternberg leta 1986. Teorija označuje ljubezen v okviru treh dimenzij:
- strastnost, ki zajema romantičnost, fizično privlačnost in spolne odnose,
- intimnost, ki zajema občutke povezanosti, bližine in domačnosti, ter
- zavezanost, ki zajema v splošnem odločitev za skupno življenje ter skupne dosežke in načrte.

»Količina« ljubezni, ki jo posameznik doživi, je odvisna od absolutne moči vseh naštetih dimenzij, »zvrst« ljubezni pa je odvisna od relativnih razmerij med dimenzijami. Različne stopnje in zvrsti ljubezni se torej lahko razložijo preko različnih kombinacij in moči dimenzij. V splošnem velja, da zveza, ki sloni samo na eni dimenziji (npr. na strastnosti) ni obstojna dolgo časa v primerjavi s tistimi zvezami, ki slonijo na dveh ali treh dimenzijah; prediktorja trajnosti partnerstva sta predvsem moč intimnosti in zavezanosti.

## Tipi ljubezni
|                        | intimnost | strastnost | zavezanost |
| neljubezen             |           |            |            |
| ugajanje/prijateljstvo | x         |            |            |
| strastna ljubezen      |           | x          |            |
| prazna ljubezen        |           |            | x          |
| romantična ljubezen    | x         | x          |            |
| tovariška ljubezen     | x         |            | x          |
| nora ljubezen          |           | x          | x          |
| popolna ljubezen       | x         | x          | x          |

Tri dimenzije, grafično predstavljene na trikotniku, učinkujejo druga na drugo in ustvarjajo sedem tipov ljubezni. Velikost trikotnika predstavlja količino ljubezni, ki jo posameznik doživi, oblika trikotnika pa predstavlja tip ljubezni, ki se lahko spreminja skozi čas v zvezi ali zakonu.
- Neljubezen označuje popolno odsotnost vseh treh dimenzij in ni predstavljena v trikotniku.

- Ugajanje/prijateljstvo v tem primeru ni predstavljeno kot nekaj splošnega oz. trivialnega, pač pa kot pravo prijateljstvo, kjer osebi občutita povezanost, toploto in bližino vendar ne strasti, tj. zaljubljenosti, prav tako nimata dolgoročnih načrtov za skupno življenje.

- Strastna ljubezen sloni samo na strastnosti. Romantične ljubezni se pogosto začnejo kot strastne ljubezni in postanejo romantične takrat, ko se skozi čas razvije intimnost. Brez razvoja intimnosti in/ali zavezanosti lahko strastne ljubezni nenadoma izginejo.

- Prazna ljubezen označuje zavezanost brez prisotnosti intimnosti ali strastnosti. Včasih se lahko tudi močna ljubezen spremeni v prazno ljubezen, velikokrat pa je ta posledica zakonov oz. zvez, ki so osnovane na dobičku oz. profitu (npr. dediščina in nepremičnine). Pogosta je tudi v kulturah, kjer so poroke načrtovane, tj. dogovorjene med družinama. Kljub vsemu se lahko prazna ljubezen po drugi strani razvije v katerikoli drugi tip ljubezni skozi čas.

- Romantična ljubezen povezuje osebi čustveno preko fizične privlačnosti in intimnosti, vendar ni dolgo obstojna brez razvoja zavezanosti.

- Tovariška ljubezen je intimni, nečustveni tip ljubezni, ki je močnejši od pravega prijateljstva zaradi zavezanosti oseb. Spolni odnosi so izključeni v tem primeru. Pogosto nastane v zakonih, kjer je zaljubljenost izginila skozi čas, vendar sta ostali globoki povezanosti oseb. Je idealen model ljubezni, ki si ga delijo družinski člani kot tudi tesni prijatelji, ki občutijo platonsko ljubezen, vendar še vedno ostajajo na razdalji pravega prijateljstva.

- Nora ljubezen je značilna za vihrave poroke in zveze, v katerih je zavezanost kratkotrajna posledica strastnosti brez stabilnega razvoja intimnosti.

- Popolna ljubezen je najpopolnejši tip ljubezni in je idealna zveza dveh oseb, proti kateri naj bil ljudje težili. Grafično predstavlja veliko ploščino trikotnika. Po Sternbergu je za take pare značilno, da imajo spolne odnose 15 let ali več, si ne morejo predstavljati življenja drug brez drugega, premagajo razlike in težave relativno lahko in na miren način ter čutijo blaginjo v zvezi.[1] Vzdrževanje take zveze naj bi bilo težje kot pa njen razvoj, zato popolna ljubezen nemalokrat ni večna. Če v zvezi izgine strastnost, se lahko spremeni v tovariško ljubezen.